# Провост (освіта)

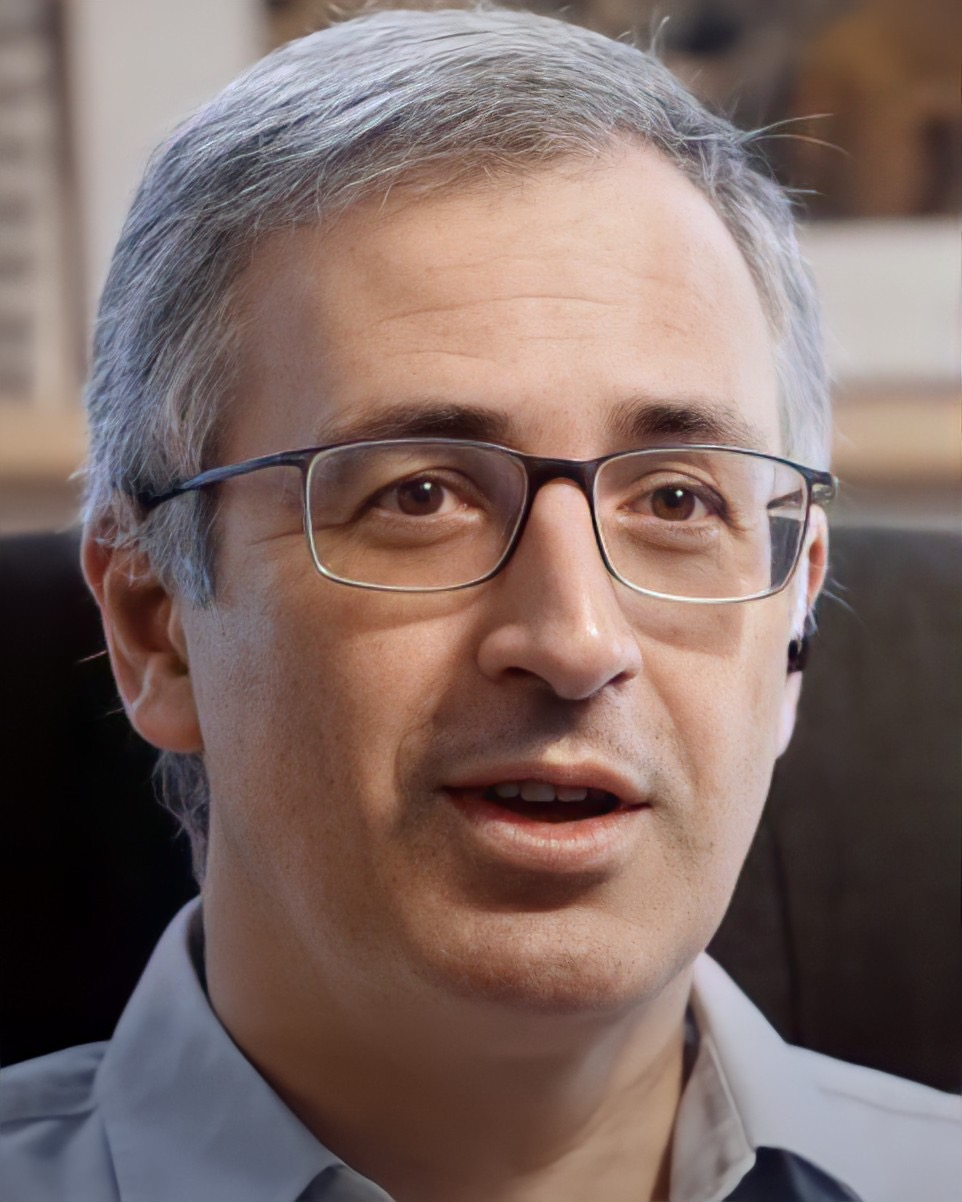
Сергій Гурієв — провост паризької Школи політичних наук (Sciences Po)

Провост (лат. Praepositus; англ. Provost) — найвища адміністративна посада університетів США, Канади та інших країн; відповідає за академічну політику вищого навчального закладу Є другою за значенням після президента (ректора) особою в університеті. 
Обов'язки та галузі відповідальності провоста варіюються, але зазвичай включають контроль за академічними та науково-дослідними питаннями. Провосту підпорядковуються декани, керівники різних допоміжних підрозділів, що з академічної підтримкою.

## Історія
Найменування "провост" використовувалося в Англії в середньовіччі для керівників таких коледжів, як Оріель-коледж та Ітонський коледж.
Перша згадка про посаду в американських ВНЗ датується кінцем 18-го і початком 19-го століть у Пенсільванському та Колумбійському університетах відповідно. У Пенсільванському університеті до 1930-х провост був керівником навчального закладу, поки опікунська рада не створила окрему посаду президента. При цьому на провост були покладені академічні питання, з підпорядкуванням президенту.
Інші університети та коледжі США та Канади ввели посади провосту під час і після Другої світової війни, у зв'язку з різким збільшенням числа студентів (через закон GI Bill) і збільшеною складністю управління вищим навчальним закладом.